# Sång den 5 april 1836
Sång den 5 april 1836 är en dikt av den svenske författaren Esaias Tegnér. Den skildrar den gustavianska tiden och hyllar dess framstående poeter. I synnerhet skildras ursprungliga ledamöter av Svenska Akademien, men också Carl Michael Bellman och Bengt Lidner. Dikten skrevs för minnesfesten i samband med Svenska Akademiens 50-årsjubileum; dess undertitel är "vid Svenska akademiens femtiåra minneshögtid".

## Innehåll

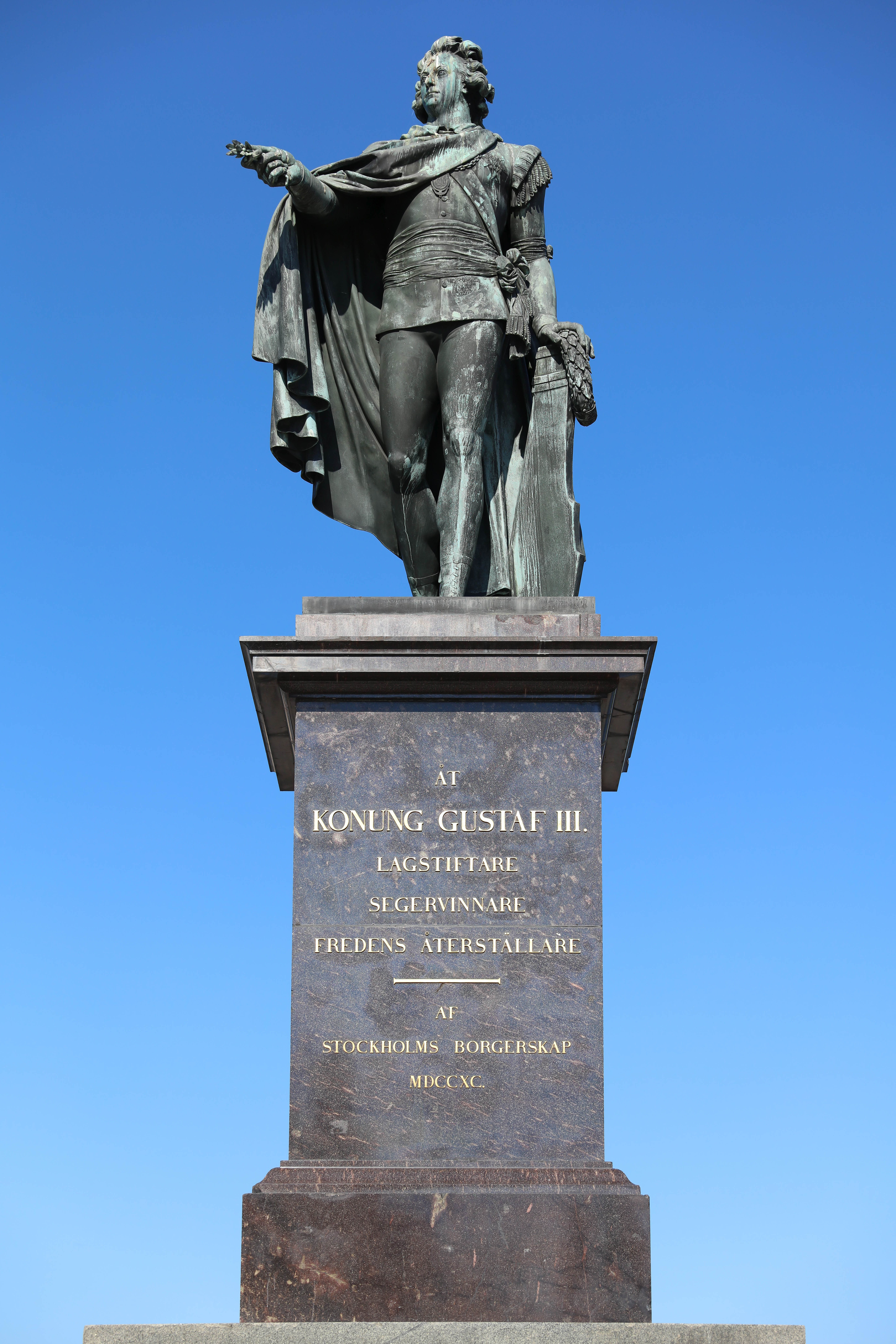
Johan Tobias Sergels Gustav III-staty i Stockholm

| Strof | Ämne                                                                                            |
| ----- | ----------------------------------------------------------------------------------------------- |
| 1–2   | Gustav III:s staty vid Stockholms slott                                                         |
| 3     | Tegnérs barndomsminnen från Gustav III:s regeringstid                                           |
| 4–5   | Gustav III som fredlig arvtagare till stormaktstidens ambitioner                                |
| 6     | Carl von Linné, Daniel Melanderhjelm, Carl Wilhelm Scheele, Torbern Bergman och Sven Lagerbring |
| 7     | Svenska språket                                                                                 |
| 8     | Gustaf Fredrik Gyllenborg                                                                       |
| 9     | Gustaf Philip Creutz                                                                            |
| 10–11 | Carl Michael Bellman                                                                            |
| 12    | Bengt Lidner                                                                                    |
| 13–14 | Johan Gabriel Oxenstierna                                                                       |
| 15–16 | Johan Henric Kellgren                                                                           |
| 17    | Gudmund Jöran Adlerbeth och Carl von Rosenstein                                                 |
| 18–19 | Carl Gustaf af Leopold                                                                          |
| 20–21 | Samtidens förhållande till den gustavianska kulturen                                            |
| 22    | Livet efter detta där olika tiders nordiska poeter möts                                         |

## Eftermäle
Raden "Där låg ett skimmer över Gustavs dagar" har ofta citerats för att illustrera Gustav III:s tid som en kulturell guldålder. Carl Grimberg använde detta som titel på avsnittet om gustaviansk kultur i Svenska folkets underbara öden.
Dikten har varit föremål för många pastischer och parodier. En känd sådan är "Pehr Staaffs akademisång", skriven av Pehr Staaff 1886, "vid svenska akademiens hundraåriga minneshögtid". Staaff använder Tegnérs förlaga för att driva med den oskarianska tidens akademi.
Tage Danielsson skrev en travesti vid namn "Det eviga", som ingår i Samlade dikter 1967 - 1967 och trots titeln inte bygger på Tegnérs Det eviga. I denna hyllar Danielsson sin tids populärkultur; Tegnérs verser om Bellman är exempelvis omdiktade till att handla om Evert Taube. Diktens beskrivning av Monica Zetterlund som "ett lingonris som satts i cocktailglas" är ofta citerad.
Horace Engdahl menade i en essä publicerad i Dagens Nyheter 2009 att "Sång den 5 april 1836" fullbordade den förvandling av bilden av Gustav III som började att äga rum vid förlusten i finska kriget 1809. Enligt Engdahl skildrades Gustav III dessförinnan som en krigs- och revolutionshjälte, för att först i andra hand framställas som konsternas befrämjare. Malte Persson invände mot detta i Expressen och hänvisade till de pacifistiska upplysningsideal som var förhärskande hos de gustavianska poeterna, och menade att Tegnérs bild av perioden var förankrad även inom den äldre generationen.